# Рауль I де Тосни
Рауль I де Тосни (фр. Raoul Ier de Tosny; умер не ранее 1024) — сеньор де Тосни, основатель англо-нормандского рода Тосни, представители которого играли заметную роль в истории Нормандии XI века. 
Отец Рауля получил владения в Нормандии от своего брата, архиепископа Руана Гуго II де Кавалькана. Сам Рауль был одним из приближённых герцога Нормандии Ричарда II, который доверил ему в 1013 или 1014 году охрану замка Тилльери. Возможно через несколько лет Тосни потерял расположение правителя и был вынужден провести несколько лет за пределами герцогства, участвуя в войне в Южной Италии.

## Биография

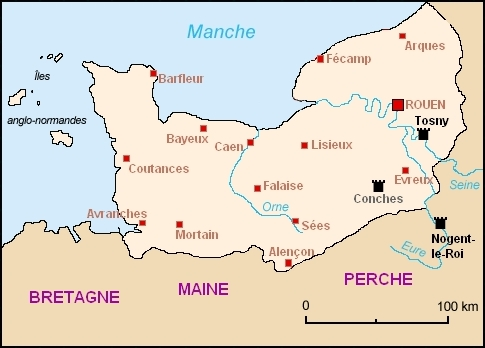
Владения Тосни

Согласно написанной в XI веке «Хронике архиепископов Руана», род Тосни имеет французское происхождение. В источнике упоминается «сильный человек» Рауль, сын Гуго де Кавалькана и брат архиепископа Руана Гуго II де Кавалькана. Последний (умер в 989 году) имел французское происхождение; прежде, чем стать в 942 году архиепископом, он был монахом в Сен-Дени. В XII веке Ордерик Виталий на основании «Деяний герцогов Нормандии» Гильома Жюмьежского вывел происхождение Тосни от норманна Малахулка, дяди первого герцога Нормандии Роллона. Возможно, Тосни были связаны с Малахулком по женской линии — из его рода могла происходить мать Рауля.
Хотя в документах упоминается только один Рауль, брат архиепископа Гуго, современные историки из хронологических соображений различают двух людей с таким именем, отца и сына. Кто-то из них получил в управление от архиепископа Гуго в качестве неотчуждаемого владения часть земель Руанского архиепископства. Эта область к юго-западу от Руана хотя и управлялась ранее архиепископами, располагалась достаточно далеко от центра диоцеза. В ней Рауль в изгибе Сены вверх по течению от Лез-Андели построил замок Тосни (современный Тони в департаменте Эр). Позже Гуго передал брату ещё одну область, более близко расположенную к Руану; в будущем его потомком в ней будет построен замок Конш. Люсьен Мюссе предположил, что эта передача случилась до 989 года. Также Раулю принадлежал Кастильон (Шатильон) — часть старого римского лагеря рядом с Коншем. Данные земли стали заделом для будущих владений Тосни в Нормандии. Мюссе пишет, что баронство Тосни с двумя осями (Тосни и Конш) было двухголовым. 
В 991 году имя Рауля де Тосни присутствует на договоре между нормандским герцогом Ричардом I и англосаксонским королём Этельредом II, но возможно, что это известие относится к его отцу. Также имя Рауля присутствует на недатированной хартии, в которой герцог Ричард подтвердил собственность в Лизье.
Гильом Жюмьежский сообщает, что в 1013 или 1014 году герцог Ричард II доверил Раулю де Тосни охрану замка Тилльери, построенного для защиты от нападений графа Эда II де Блуа. 
Хронист Рауль Глабер сообщает, что «очень смелый норманн по имени Родульф навлёк на себя гнев» герцога Ричарда II Нормандского и бежал в Италию, где встретил папу римского Бенедикта VIII, а затем сражался против Византии и посетил двор императора Генриха II. Однако не исключено, что здесь имеется в виду не Рауль де Тосни, а брат Райнульфа I Дренго. Возможно, Рауль встретился с императором Генрихом II в Германии после того, как тот потерпел поражение в Италии в 1017 году. Также хронист сообщает, что Родульф был «радостно» принят герцогом Ричардом в Нормандии за год до смерти императора, который умер в 1024 году.
Точный год смерти Рауля неизвестен. Наследовал ему сын Роже I.

## Брак и дети
Имя жены Рауля неизвестно. Достоверно известен только один сын Рауля:
- Роже I де Тосни (умер в 1040 году), сеньор де Тосни[3].

В начале XI века известны ещё несколько представителей рода Тосни, которые могли быть детьми Рауля:
- Берта де Тосни (умерла после 1055 года); муж: Ги I де Лаваль (умер после 1064 года), сеньор де Лаваль[3];
- Беренгер Испанец[3];
- Роберт I де Тосни (умер около 1088 года), родоначальник ветви сеньоров Бельвуар[3].

## Комментарии
1. ↑  В некоторых источниках его называют Рауль II, а Раулем I показывают его отца[2].
2. ↑  Архиепископ Гуго упоминается в 942—989 годах, а Рауль I де Тосни активно участвует в событиях начала XI века, не мог быть его братом.
3. ↑  В 1172 году в подчинении барона Тосни находилось 50 или 51 рыцарь, его владения в основном находились в Верхней Нормандии между Рилем[англ.] и Итон[англ.][4].